# Léon Tolstoï (film, 1984)
Pour les articles homonymes, voir Léon Tolstoï (homonymie).
Pour plus de détails, voir Fiche technique et Distribution.
Léon Tolstoï (Лев Толстой, Lev Tolstoï) est un film soviéto-tchécoslovaque réalisé par Sergueï Guerassimov, sorti en 1984.

## Synopsis
La vie et la mort de l'écrivain russe Tolstoï.

## Fiche technique
- Titre : Léon Tolstoï[2]
- Titre original : Лев Толстой
- Réalisation : Sergueï Guerassimov
- Scénario : Sergueï Guerassimov
- Photographie : Sergueï Filippov
- Musique : Pavel Tchekalov
- Pays d'origine : URSS
- Format : Couleurs - 35 mm - Mono
- Genre : historique et biopic
- Durée : 168 minutes
- Date de sortie : 1984

## Distribution
- Sergueï Guerassimov : Léon Tolstoï
- Tamara Makarova : Sofia Tolstaïa
- Borjivoï Mavratil : Dušan Makovický
- Alexeï Petrenko : Vladimir Tchertkov
- Marina Oustimenko : Tatiana
- Ekaterina Vassilieva : Alexandra
- Ian Ianakiev : Sergueï
- Viktor Proskourine : Andreï
- Nikolaï Eremenko : Alexandre Goldenweiser
- Alexeï Chmarinov : Alexeï Sergueïenko
- Viatcheslav Baranov : Valentine Boulgakov
- Marina Gavrilko : Maria Nikolaïevna
- Youri Mikhaïlov : Ivan Azoline
- Olga Markina : Olga Erchova
- Lioubov Polekhina : Aksinia Chouraïeva